# Rejsegarantifonden
Rejsegarantifonden er en privat, selvejende institution, som dækker tab og udgifter (hjemrejse, godtgørelse m.v.) overfor rejsekunder, der har indgået en aftale om et rejsearrangement hos en dansk etableret rejsearrangør/virksomhed eller formidler/agent for en udenlandsk rejsearrangør med kontor i Danmark, som efterfølgende erklæres konkurs. Det er udelukkende rejsearrangementer (pakkerejser omfattende to turistmæssige ydelser typisk transport og indkvartering af mindst 24 timers varighed) købt direkte hos en arrangør (eller via en formidler) registreret i Rejsegarantifonden, der er dækket ind – som beskrevet i loven § 5 og 6 bag oprettelsen af fonden. Således er flybilleter alene ikke omfattet af fondens dækning, ligesom hotel/leje af feriebolig alene heller ikke er omfattet. Samtidig dækker garantien ikke pakkerejser eller andre rejsetyper købt ind hos en udenlandsk rejsearrangør i et andet EU/EØS-land er dækket ind af det pågældende lands rejsegarantiregler. Rejsegarantifonden, hvis afgørelser kan ankes til Erhvervsankenævnet, havde per 1. januar 2007 samlet 599 lovpligtigt registrerede rejsearrangører.

## Institutionens historie
Fonden oprettedes i 1979, som følge af "Lov om en rejsegarantifond", hvis lovgrundlag sidenhen er blevet ændret til "Lov nr. 315 af d. 14. maj 1997", og som gennemgik yderligere ændringer efter lovforslag i henholdsvis 2000 og 2004 for at sikre Rejsegarantifonden flere muligheder for at kunne gribe ind overfor virksomheder drevet på et uforsvarligt økonomisk grundlag. Rejsegarantifondens ledelse udgøres af en bestyrelsesformand (Bent Mebus pr. 2008) og 4 bestyrelsesmedlemmer, som siden 2001 alle udnævnes af den siddende minister for Økonomi- og Erhvervsministeriet. Forbrugerstyrelsen stiller et sekretariat m.v. til rådighed for fondens administration, som siden den 1. april 2008 er beliggende i Holte. Tidligere har man haft sine lokaler i Virum. Med virkning fra den 1. oktober 2004, hvor en revidering af loven fandt sted, fik institutionen også ansvaret for at stå bag finansieringen og sekretariatbistanden til rejsebranchens klageinstans, Pakkerejse-Ankenævnet, der er oprettet og godkendt i henhold til loven om forbrugerklager.
Efter det danske lavprisselskab Sterling Airlines' konkurs den 29. oktober 2008 kom det på tale blandt flere politikere om at ændre reglerne for Rejsegarantifonden og gøre den mere tidssvarende dagens rejsemarked gennem en udvidelse, således flere typer forbrugere skal være med til at betale og dermed være omfattet af fondens dækning og betingelser. Flyselskaber er pr. 2008 ikke omfattet af fondens garantiordning på trods af at en større andel af kunder holder køb af eksempelvis flyrejse og hotelovernatning adskilt og selv sammensætter deres rejse. Ligeledes deltager flyselskaber ikke i Pakkerejse-Ankenævnet.
Indtil 2004 bestod inkluderede prisen på en pakkerejse et gebyr på fem kroner, men i perioden 2005-2008 blev gebyret til fondens drift afskaffet – dog ikke rejsearrangørernes betaling til fondens administration og drift af Pakkerejse-Ankenævnet. Et række økonomisk tunge konkurser, herunder de største Øster Lindet Rejser ApS/ Thinggaard Rejser ApS i august og Diana Jagt- og Fiskerejser A/S, i efteråret 2008 medførte flere erstatningsudbetalinger og resulterede i en reduceret egenkapital (fra 65 mio. kr. i 2004 til 48 mio. kr. den 1. januar 2008 til under 20 mio. kr. i november 2008). Med udsigten til kommende større konkurser og virkningen af den ændrede økonomiske situation fandt fondens bestyrelse det nødvendigt at bede henholdsvis Transportministeriet og Økonomi- og Erhvervsministeriet om at genindføre et fast gebyr på 20 kroner per kunde ved indkøb af en pakkerejse fra og med 1. januar 2009 for at kunne reetablere egenkapitalen i løbet af 1-1½ års tid indtil man har genoprettet en formue på godt 50 millioner kroner. Rejsegarantifondens formue opnår gennem indkrævning af gebyrer og bidrag fra de rejsearrangører, der er registreret i fonden, og egenkapitalen skal ifølge lovgivningen være på minimum 32 millioner kroner.

## Ekstern kilde/henvisning
- Rejsegarantifondens officielle hjemmeside

| Turisme | Spire Denne artikel om turisme er en spire som bør udbygges. Du er velkommen til at hjælpe Wikipedia ved at udvide den. |